# Hathausa
Hathausa (nep. हथौसा) – gaun wikas samiti w zachodniej części Nepalu w strefie Lumbini w dystrykcie Kapilvastu. Według nepalskiego spisu powszechnego z 2001 roku liczył on 1281 gospodarstw domowych i 7659 mieszkańców (3861 kobiet i 3798 mężczyzn).